# Sato Kilman
Sato Kilman je bivši predsjednik vlade Vanuatua.

## Politička karijera
Kilman je bio premijer Vanuatua od prosinca 2010. do travnja 2011. godine, te od svibnja do lipnja 2011. godine, iako je njegov mandat naknadno poništio sud. Ponovo je izabran za premijera 26. lipnja 2011. godine, počinjući tako svoj prvi zakonski priznat mandat te je premijer do 13. ožujka 2013. godine. Također je sadašnji čelnik Narodne napredne stranke. On je narodni zastupnik iz Lakatoroa s otoka Malakula.
Dana 26. lipnja, Kilman je izabran za premjera od strane parlamenta s 29 glasova za dok je njegov protukandidat Serge Vohor dobio 23 glasa.

## Vanjske poveznice
- Izjava Sato Kilmana na 61. sjednici Opće skupštine Ujedinjenih naroda, 26. rujna 2006.